# Mother India
Pour les articles homonymes, voir Mother India (homonymie).
Pour plus de détails, voir Fiche technique et Distribution.
Mother India, sorti initialement en France sous le titre Les Bracelets d'or (titre original hindi : भारत माता, ourdou : مدر انڈیا), est un mélodrame indien, réalisé par Mehboob Khan, sorti en 1957.
Remake en couleurs et considérablement remanié d'Aurat (1940), Mother India est un film en deux époques qui raconte tout d'abord la lutte d'une famille de paysans miséreux et endettés. Réduit à la pauvreté et au quasi-esclavage, le couple est victime des traditions, notamment la règle de la dot qui a été "réglée" en prêt par un usurier véreux qui n'a de cesse de réclamer son "dû", énormes intérêts en plus,. Le mari est victime d'un accident de travail qui le rend invalide. Se sentant inutile, il part dans un mouvement de désespoir. Rhada devient alors une mère courage pour survivre et nourrir ses trois enfants en bas âges.
Dans la seconde partie, elle doit se battre pour survivre et échapper à la famine tout en préservant son intégrité morale, face à l'usurier qui veut l'épouser, ce qu'elle refuse, et pour défendre son fils devenu violent, mi-fou, mi-justicier et qui finit par terroriser le village, notamment pour récupérer les bijoux ayant appartenu à sa mère. Radha défend dans l'adversité son honneur de femme, de mère et de travailleuse de la terre .
Le film est considéré comme l'un des plus grands succès du cinéma indien. Il est fait de magnifiques images et de scènes grandioses. De plus, il montre de manière réaliste la transition de l'Inde paysanne ancienne et féodale à un pays moderne avec l'inauguration d'un gigantesque barrage, de l'arrivée des tracteurs et autres machines.
Il remporte de nombreuses récompenses, notamment cinq Filmfare Awards, dont celui du meilleur film et du meilleur réalisateur. Il est devenu le premier film indien à être nommé pour l'Oscar du meilleur film en langue étrangère avant Salaam Bombay ! et Lagaan.

## Synopsis
Dans les années 1960, dans l'Inde rurale, La vie au quotidien d'un jeune couple. Le mari, Shamu (Raaj Kumar), insouciant, brûle de passion pour elle. La femme, Radha (Nargis), plus réservée.
Ensemble, ils vivent leur amour, travaillent, ont des enfants qu'il faut nourrir et élever. La nourriture vient à manquer, mais face aux difficultés, Radha fait front. L'undes enfants meurt de faim, unautre développe une personnalité originale et finit hors-la-loi alors que l'aîné se montre plus soumis. Rhada devient peu à peu le symbole d'une Inde qui se libère de certains préjugés tout en alliant tradition et modernité.

## Fiche technique
- Titre original : anglais : Mother India, hindi : भारत माता, ourdou : مدر انڈیا
- Titre français : Les Bracelets d'or (titre lors de la 1re sortie) ; Mother India (titre de reprise)[4]
- Réalisation : Mehboob Khan
- Scénario : Wajahat Mirza, S. Ali Raza
- Direction artistique : V.H. Palnitkar
- Décors : D.R. Jadhav, Munawarali Mistry
- Costumes : Fazal Din
- Son : R. Kaushik
- Photographie : Faredoon A. Irani
- Montage : Shamsudin Kadri
- Musique : Naushad
- Paroles : Shakeel Badayuni
- Production : Mehboob Khan
- Sociétés de production : Mehboob Productions
- Sociétés de distribution : Carlotta Films, Digital Entertainment, British Film Institute, Eros Entertainment
- Pays d'origine :  Inde
- Langue : Hindi
- Format : Couleurs - 1.37 : 1
- Genre : Mélodrame
- Durée : 175 minutes (2 h 55)[5]
- Dates de sorties en salles :
  -  Inde : 25 octobre 1957 (Première au Liberty Cinema de Bombay)[6]
  -  France : 3 juillet 1963

## Distribution
- Nargis : Radha, l'héroïne, archétype de la femme indienne.
- Sunil Dutt : Birju, le jeune fils rebelle de Radha, qui devient bandit.
  - Sajid Khan : Birju, enfant.
- Rajendra Kumar : Ramu, le fils aîné de Radha, qui suit le chemin de sa mère.
  - Master Surendra : Ramu, enfant.
- Raaj Kumar : Shamu, l'époux de Radha.
- Kanhaiyalal Chaturvedi : Sukhilala « Lala », un usurier impitoyable.
- Jilloo Maa : Sundar-Chachi, la belle-mère de Radha.
- Kumkum : Champa, l'épouse de Ramu.
- Chanchal : Rupa, la fille de Sukhilala.
- Sheela Naik : Kamala, un ami de la famille.
- Mukri : Shambu, un ami de la famille et l'époux de Kamala.
- Azra : Chandra, la fille d'un instituteur du village.

## Autour du film
Anecdotes et critiques issues d'Allociné.

### Anecdotes
- Le tournage du film a duré pendant deux ans.
- Mother India fut le premier film indien à être nommé aux Oscars du cinéma.
- Pendant le tournage, Sunil Dutt porta secours à Nargis, l'actrice principale, au cours de la scène de l'incendie volontaire des meules. Ils se marièrent en 1958.

### Critiques
En regard du box-office, Mother India a reçu des critiques assez positives. Le film obtient une popularité de 92 % sur le site Rotten Tomatoes, regroupant 12 critiques collectées. Sur le site Metacritic, il obtient une moyenne de 53/100, sur la base de 4 critiques collectées, ce qui lui permet d'obtenir le label « Critiques mitigées ou moyennes » et est évalué à 4,2/5 pour 8 critiques sur le site d'Allociné.

« Un classique bollywoodien qui mêle numéros dansés et anticolonialisme à la truelle. »

— Vincent Ostria, Les Inrocks, 1 janvier 2004.

« L'expressionnisme dramatique de la photographie et de la couleur n'atteint certes pas à l'élégance et au dépouillement esthétique de Satyajit Ray, mais Mother India, dans ses flamboiements mélodramatiques, semble autant rattaché à cette veine de cinéma classique qu'aux dérives contemporaines des produits formatés Bollywood. Du genre commercial, le film offre aussi sa part de charme exotique : chants, intermèdes comiques. »

— Ange-Dominique Bouzet, Libération, 9 juin 2004.
Mother India fait également partie de la liste des 100 meilleurs films du cinéma mondial par l'Empire, en 2010. Il est classé parmi les rares films indiens dans le livre 1001 films à voir avant de mourir.

## Bande originale
Albums de Naushad
Uran Khatola
(1955) Sohni Mahiwal
(1958)
La bande originale du film est composée par Naushad. Elle comprend douze chansons, écrites par Shakeel Badayuni. Elles sont chantées, pour la plupart, par Shamshad Begum, Manna Dey, Lata Mangeshkar et Mohammed Rafi, accompagnés par d'autres interprètes, qui apparaissent également dans la bande originale.
Le compositeur introduit de la musique classique et un orchestre hollywoodien à l'occidental au cinéma hindi. Lors du lancement, elle n'a pas été particulièrement bien accueillie et reçoit des critiques négatives lui reprochant de ne pas être à la hauteur élevée et la qualité du film. Cependant, elle recevra un accueil plus positif.
Dans les années 2000, la bande originale a été classée par Planet Bollywood dans sa liste des 100 meilleurs bandes originales de Bollywood.
| 1.    | Chundariya Katati Jaye               | Manna Dey                                             | 3:15 |
| 2.    | Nagari Nagari Dware Dware            | Lata Mangeshkar                                       | 7:29 |
| 3.    | Duniya Men Hum Aaye Hain             | Lata Mangeshkar, Meena Mangeshkar, Usha Mangeshkar    | 3:36 |
| 4.    | O Gaadiwale                          | Shamshad Begum, Mohammed Rafi                         | 2:59 |
| 5.    | Matwala Jiya Dole Piya               | Lata Mangeshkar, Mohammed Rafi                        | 3:34 |
| 6.    | Dukh Bhare Din Beete Re Bhaiya       | Shamshad Begum, Mohammed Rafi, Manna Dey, Asha Bhosle | 3:09 |
| 7.    | Holi Aayi Re Kanhai                  | Shamshad Begum                                        | 2:51 |
| 8.    | Pi Ke Ghar Aaj Pyari Dulhaniya Chali | Shamshad Begum                                        | 3:19 |
| 9.    | Ghunghat Nahin Kholoongi Saiyan      | Lata Mangeshkar                                       | 3:10 |
| 10.   | O Mere Lal Aaja                      | Lata Mangeshkar                                       | 3:11 |
| 11.   | O Janewalo Jao Na                    | Lata Mangeshkar                                       | 2:33 |
| 12.   | Na Main Bhagwan Hoon                 | Mohammed Rafi                                         | 3:24 |
| 42:30 |                                      |                                                       |      |

## Distinctions
| Année | Distinction                                    | Catégorie                         | Nom            | Résultat   |
| ----- | ---------------------------------------------- | --------------------------------- | -------------- | ---------- |
| 1958  | Festival international du film de Karlovy Vary | Meilleure actrice                 | Nargis         | Lauréat    |
| 1958  | Filmfare Awards                                | Meilleur film                     | Mother India   | Lauréat    |
| 1958  | Filmfare Awards                                | Meilleur réalisateur              | Mehboob Khan   | Lauréat    |
| 1958  | Filmfare Awards                                | Meilleure actrice                 | Nargis         | Lauréat    |
| 1958  | Filmfare Awards                                | Meilleure photographie            | Faredoon Irani | Lauréat    |
| 1958  | Filmfare Awards                                | Meilleur son                      | R. Kaushik     | Lauréat    |
| 1958  | Oscars du cinéma                               | Meilleur film en langue étrangère | Mother India   | Nomination |